# Отети
Отети (енгл. Taken) је америчка научнофантастична мини-серија из 2002. године.
Тема серије су отмице људи од стране ванземаљаца, у периоду од 1944. до 2002. године. У центру пажње су три породице које су имале контакт са НЛО, и серија прати њихов живот, и живот четири генерације њихових потомака, као и потезе америчких безбедносних служби. Свака епизода приказује друштвено-културне прилике времена у коме се дешава радња епизоде. Прича започиње Розвелским инцидентом.
Серија „Отети“, је имала буџет од 40.000.000 долара.

## Епизоде
1. Иза неба (Beyond the Sky), радња се дешава 1944 – 1947;[2]
2. Џејкоб и Џеси (Jacob and Jesse), радња се дешава 1953 – 1959;[3]
3. Велика надања (High Hopes), радња се дешава 1962;[4]
4. Ацид тест (Acid Tests), радња се дешава 1970;[5]
5. Одржавање (Maintenance), радња се дешава 1970 – 1980;[6]
6. Чарли и Лиса (Charlie and Lisa), радња се дешава 1980 – 1996;[7]
7. Божија једначина (God's Equation), радња се дешава 2002;[8]
8. Испуштање судова (Dropping the Dishes), радња се дешава 2002;[9]
9. Џон, радња се дешава 2002;[10]
10. Отети (Taken), радња се дешава 2002.[11]

## Глумци који имају главне улоге
| Глумац        | Улога |
| ------------- | ----- |
| Дакота Фанинг |       |
| Мат Фревер    |       |
| Емили Бергл   |       |
| Хедер Донахју |       |
| Џоел Гретск   |       |
| Адам Кауфмен  |       |
| Џон Хокс      |       |
| Рајан Хурст   |       |
| Камил Саливан |       |